# Eunice Gayson
Eunice Gayson właśc. Eunice Sargaison, (ur. 17 marca 1928 w Londynie, zm. 8 czerwca 2018 tamże) – brytyjska aktorka, znana z występu w filmach z serii o Jamesie Bondzie, grając w filmach: Doktor No (1962) oraz Pozdrowienia z Rosji (1963). 

## Życiorys
Eunice Gayson urodziła się w 1928 roku w Londynie. Najpierw studiowała taniec i śpiew, później aktorstwo. Pierwszą rolę w filmie zagrała w 1948 roku w wieku siedemnastu lat.
W 1962 roku Eunice wystąpiła w pierwszym filmie o przygodach Bonda pt. Doktor No. Była pierwszą dziewczyną legendarnego brytyjskiego szpiega. Zagrała tę rolę również w drugim filmie o Bondzie Pozdrowienia z Rosji. Później w latach 1965–1970 Eunice występowała głównie na małym ekranie.
Do aktorstwa powróciła w 1990 roku – zagrała w teatralnym musicalu Into the Woods.
Z małżeństwa z Brianem Jacksonem, również aktorem, miała córkę Kate, która zagrała u boku Pierce'a Brosnana w filmie GoldenEye.

## Filmografia
- 1964–1966: Danger Man jako Lousie Bancroft
- 1963: Pozdrowienia z Rosji jako Sylvia
- 1962: Doktor No jako Sylvia Trench
- 1961–1969: Rewolwer i melonik jako Lucille Banks
- 1958: Zemsta Frankensteina jako Margaret Conrad
- 1952: Miss Robin Hood jako Pam
- 1951: Belle Helene, La jako Leona
- 1950: To Have and to Hold jako Peggy
- 1950: Dance Hall jako Mona
- 1949: Melody in the Dark jako Pat
- 1948: My Brother Jonathan jako młoda dziewczyna